# Meinrada Josefa Benziger
Meinrada Josefa Benziger (Einsiedeln, 22 januari 1835 - aldaar, 29 november 1908) was een Zwitserse onderneemster, uitgeefster en filantrope.

## Biografie

### Afkomst en opleiding
Meinrada Josefa Benziger was het zevende kind van Karl Benziger en Anna Maria Meyer. Haar vader was een politicus en boekhandelaar en was samen met zijn broer Nikolaus Benziger mede-eigenaar van de uitgeverij Benziger Verlag in Einsiedeln. In 1854 trouwde ze met haar eerste neef, Nikolaus Benziger, die later zou zetelen in de Nationale Raad en de Kantonsraad. Naast haar man werkten ook haar drie broers Josef Karl Benziger, Martin Benziger en Joseph Nicholas Adelrich Benziger en twee zwagers mee in de familiale uitgeverij. Ze had zes kinderen, waaronder drie zonen, die later allemaal in het familiebedrijf aan de slag zouden gaan. Na haar schooltijd in Einsiedeln kreeg ze privéonderwijs aan huis en ging ze van 1851 tot 1853 naar het internaat van de vrouwelijke congregatie van de Trouwe Metgezellen van Jezus in Carouge.

### Carrière
In het familiebedrijf nam ze aanvankelijk de boekhoudkundige taken op zich. Daarna runde ze bijna 40 jaar de handel in devotievoorwerpen, een activiteit die traditioneel in vrouwelijke handen lag bij Benziger Verlag. Ze was tevens verantwoordelijk voor de productie van rozenkransen, gemaakt door thuiswerkers die 'Kettlerinnen' werden genoemd. Ze vergezelde haar echtgenoot verschillende keren op zakenreizen naar Duitsland en Frankrijk.
Omwille van de politieke functies van haar echtgenoot werd Benziger door haar tijdgenoten Frau Nationalrat en later Frau Ständerat genoemd. Ze werd tevens beschouwd als een weldoenster voor de armen. Meer dan 50 jaar was ze de leidende figuur in de plaatselijke vrouwenvereniging Frauen- und Töchterverein Einsiedeln, opgericht in 1846 door haar oudere zus Katharina Steinauer-Benziger. Deze organisatie, waarvan ze vanaf 1882 voorzitter was, ontwikkelde een intense activiteit op het gebied van hulp aan armen, ziekenzorg, opleiding van vrouwen en leraren en stimuleerde ook regionale ambachten door in het begin van de jaren 1850 stro te weven in Einsiedeln.
Ze onderhield een uitgebreide correspondentie met de uitgebreide familie en vormde een solide anker in soms gespannen familierelaties. In 1886 en 1891 ging ze naar de Verenigde Staten, waar twee van haar zonen en andere familieleden in de dochterondernemingen van de uitgeverij werkten. Ze stierf op 29 november 1908, enkele dagen na de dood van haar echtgenoot.